# Roberto Carlos Padilla
Roberto Carlos Padilla Ramírez (Iriona, Colón, Honduras; 7 de marzo de 1970) es un exfutbolista y entrenador hondureño. Jugaba de portero y actualmente dirige al Lone FC de la Liga de Ascenso de Honduras.

## Jugador
A pesar de su estatura desarrolló una carrera como portero, iniciándose en el Victoria, con el que debutó el 17 de octubre de 1993 en un empate de 1-1 contra el Motagua. Fue el guardameta titular de los jaibos en la obtención del título de Liga Nacional de Honduras de 1995. Posteriormente, fichó por el Correcaminos de la Primera División 'A' de México, en 1998. Al término de una temporada, fichó por el Real Maya, donde permaneció un año. Después fichó por el Vida, donde anotó dos goles, retirándose el 1 de marzo de 2003 en una derrota de 3-1 contra el Honduras Salzburg.

## Entrenador
Villanueva
El 8 de septiembre de 2015, la directiva del Villanueva lo nombró como su entrenador en relevo de Marco Antonio García, quien dejó al club cañero tras una serie de malos resultados durante el Apertura 2015 de la Liga de Ascenso de Honduras, en el que al cabo de seis fechas ganó un partido, empató dos y perdió tres. 
Para el Clausura 2016, Padilla logró 16 puntos tras cuatro victorias, cuatro empates y seis derrotas. En el siguiente torneo, Apertura 2016, los condujo a la segunda posición en el grupo C con 22 puntos. 
En el Clausura 2017 los llevó a la final, en la que perdieron en los penales ante la Universidad Pedagógica de Salomón Nazar, club que finalmente ascendió a la Liga Nacional de Honduras. 
Un torneo después, Apertura 2017, sus dirigidos finalizaron en la primera posición del grupo C con 25 unidades y por encima del Parrillas One, con 24. Una vez más Padilla los llevó a la final, que perdieron ante Real de Minas con global de 2-1. En el Clausura 2018 también sucumbió en la final ante los mineros, con un global de 4-2, situación que lo orilló a abandonar la institución.
París San Manuel
El 22 de junio de 2018 firmó contrato con el París San Manuel, también de la división de plata, en donde su rendimiento no fue el deseado. Padilla ganó cuatro partidos y perdió 10, con un pobre balance de 28.57%.
Parrillas One
El 14 de enero de 2019 fue presentado como entrenador del Parrillas One de cara al Clausura 2019 de la Liga de Ascenso. Padilla dirigió a los parrilleros durante 14 juegos, de los cuales ganó cinco, empató tres y perdió seis, quedándose fuera de la liguilla. 
Atlético Santa Cruz
Para el siguiente torneo, Apertura 2019, fue contratado por el Atlético Santa Cruz, al que también condujo durante 14 partidos; con dos victorias, siete empates y cinco derrotas.
Victoria
El 9 de diciembre de 2020, la directiva del Victoria le confió la dirección técnica del club, con el objetivo de retornar a la primera división. El 29 de mayo de 2021 lo sacó campeón de la segunda división, tras ganar la final ante Génesis Huracán con global de 4-3.

## Trayectoria

### Como jugador
| Club         | País     | Año       |
| ------------ | -------- | --------- |
| Victoria     | Honduras | 1989-1998 |
| Correcaminos | México   | 1998-1999 |
| Real Maya    | Honduras | 1999-2000 |
| Vida         | Honduras | 2000-2003 |

### Como entrenador
| Club                | País     | Año       |
| ------------------- | -------- | --------- |
| Villanueva          | Honduras | 2015-2018 |
| París San Manuel    | Honduras | 2018      |
| Parrillas One       | Honduras | 2019      |
| Atlético Santa Cruz | Honduras | 2019      |
| Victoria            | Honduras | 2021      |
| Social Sol          | Honduras | 2021-2022 |
| Lone FC             | Honduras | 2022-2023 |
| Juticalpa FC        | Honduras | 2023      |
| Sabá FC             | Honduras | 2023      |
| Lone FC             | Honduras | 2024-Act. |

## Palmarés

### Como jugador
| Título                    | Club     | País     | Edición |
| ------------------------- | -------- | -------- | ------- |
| Liga Nacional de Honduras | Victoria | Honduras | 1994-95 |

### Como entrenador
| Título                      | Club     | País     | Edición |
| --------------------------- | -------- | -------- | ------- |
| Liga de Ascenso de Honduras | Victoria | Honduras | 2020-21 |